# Battaglia di Fidene (VII secolo a.C.)
La battaglia di Fidene si svolse negli anni del regno di Tullo Ostilio, tra l'esercito romano, guidato dallo stesso monarca, alleato all'esercito albano guidato da Mezio Fufezio, e i Fidenati alleati ai Veienti. I Romani ebbero la meglio.

## Contesto storico
Alba Longa, a seguito del leggendario scontro tra Orazi e Curiazi, era stata appena sottomessa, che già gli albani tramavano contro Roma.
(Tito Livio, Ab Urbe Condita, I, 27.)
Fidene entrò in guerra contro Roma, seguita dagli alleati Veienti. Mezio, su richiesta di Tullo, portò i propri soldati in battaglia, nascondendo le proprie vere intenzioni.

## La battaglia
La battaglia si svolse nel territorio di Fidene, alla confluenza tra Tevere ed Aniene. I Veienti si schierarono avendo il Tevere al fianco, con i Fidenati alla sinistra; i Romani fronteggiarono i Veienti, e gli Albani i Fidenati. La battaglia ebbe inizio, con i Romani che impegnavano i Veienti mentre il re albano, che cercava di prender tempo, si diresse verso la montagna, lasciando così scoperto il fianco dell'esercito romano.
(Tito Livio, Ab Urbe Condita, I, 27.)
Tullo Ostilio si accorse della manovra degli albani avvertito da un cavaliere, e dopo aver incoraggiato i propri soldati, gridò al cavaliere, in modo che potesse essere udito tra quanti tra i nemici conoscevano il latino, che si era trattato di un suo ordine per prendere i Fidenati alle spalle. La mossa ebbe successo e i Fidenati, per evitare che gli Albani impedissero un'eventuale ritirata all'interno delle mura della città, iniziarono ad indietreggiare. I Romani però presero a impegnare i Fidenati, sconfiggendoli, per poi rivolgersi verso i Veienti, che scoraggiati dalla sconfitta degli alleati cercavano di scappare, guadando il Tevere. I Romani avevano vinto lo scontro.
(Tito Livio, Ab Urbe Condita, I, 27.)

## Conseguenze
Vinta la battaglia, Tullo Ostilio invitò gli Albani a condividere lo stesso accampamento, per i festeggiamenti. Ma quando gli Albani vi entrarono disarmati, per assistere all'assemblea pubblica di ringraziamento, Tullo Ostilio li fece circondare dai propri soldati armati, e pronunciò un discorso, in cui accusò Mezio Fufezio di tradimento.
(Tito Livio, Ab Urbe Condita, I, 28.)
Mezio Fufezio morì squartato, Alba Longa fu distrutta, e i suoi abitanti portati a Roma.